# Gymnasium Wendalinum
Das Gymnasium Wendalinum ist ein Gymnasium in St. Wendel im Saarland. Es ist benannt nach dem heiligen Wendelin.

## Geschichte

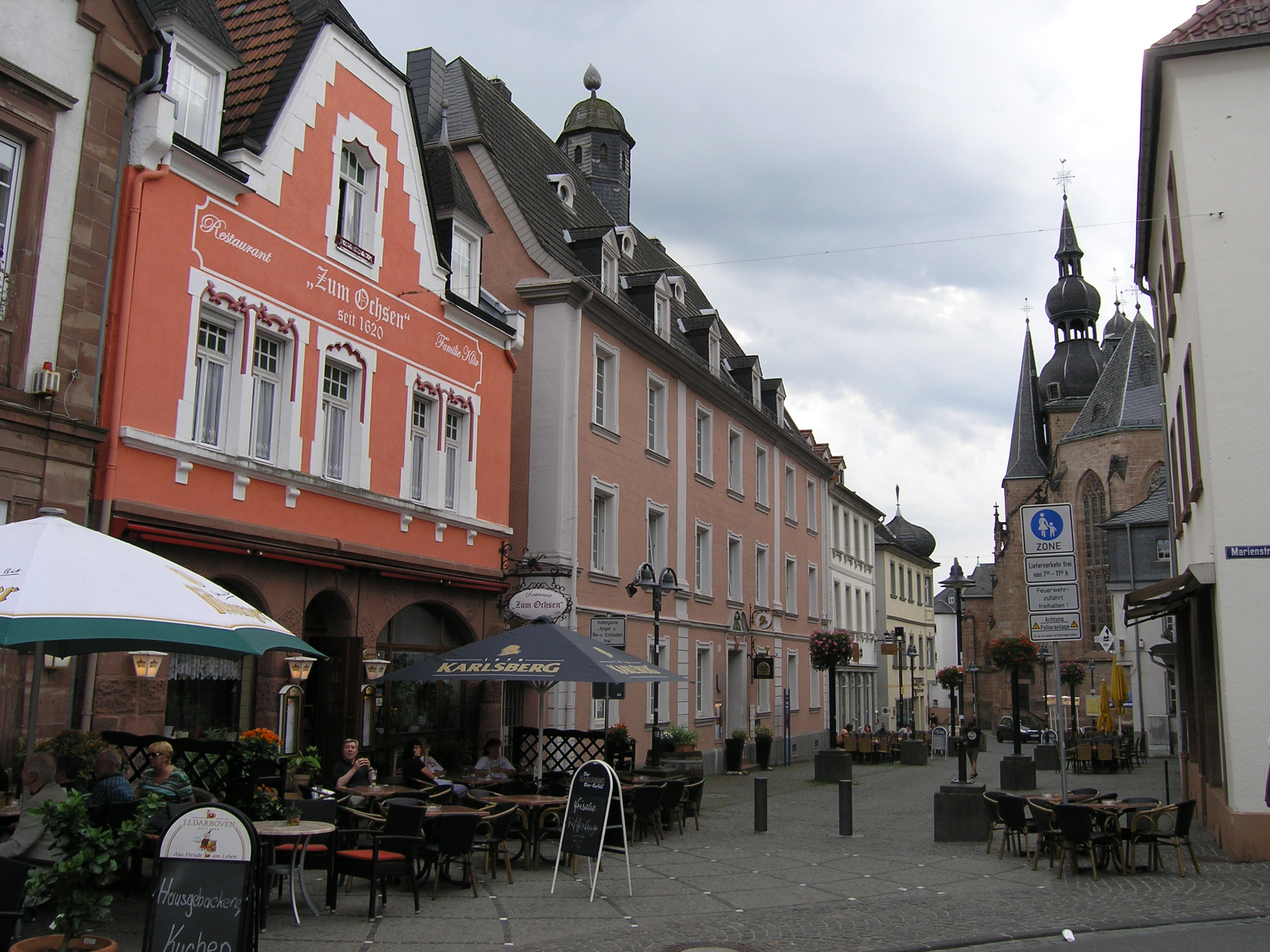
Die Magdalenenkapelle (mit Dachreiter), erster Schulsitz des Lyzeums

### Schulgründung als Lyzeum
In St. Wendel, damals die Hauptstadt des Fürstentums Lichtenberg, gab es noch Anfang der 1820er Jahre keine öffentliche Schule, die die Anforderungen des Bürgertums nach höherer Bildung hätte befriedigen können. Deshalb wurde die von dem Neumagener Theologen und Philologen Johannes Schué – neben seiner 1817 aufgenommenen Tätigkeit als St. Wendeler Stadtschullehrer – seit 1820 geführte „höhere Privatschule“ in ein „Lyzeum“ (im Sinne einer weiterführenden Schule) umgewandelt. Die feierliche Eröffnung der auch von der landräthlichen Versammlung des Fürstentums Anfang 1823 gewünschten und mit herzoglicher Verfügung vom 12. September 1824 ins Leben gerufenen Einrichtung erfolgte am 18. Oktober 1824. Dieser Vorgang wurde und wird als „Geburt“ des Gymnasiums Wendalinum verstanden. Wie der damalige Maire von St. Wendel, Johann Carl Cetto, errechnete, war ein Kapitalaufwand von 80.000 Gulden notwendig, die die Stadt, die Kirche und das Fürstentum gemeinsam aufbrachten. In den ersten Jahren bestand die Schule, die ihre Heimat in der Magdalenenkapelle hatte, aus fünf Klassenstufen, die bis zur Tertia koedukativ unterrichtet wurden.

### Staatliche Legitimierung
Im Zusammenhang mit dem St. Wendeler Aufruhr von 1831/32, an dem Rektor, Lehrer und auch Schüler des Lyzeums beteiligt waren, kam es 1832 wegen demagogischer Umtriebe zur Schließung der Schule; die involvierten Lehrkräfte wurden in Haft genommen.
Nachdem die Regierung 1833 privaten Unterricht der inzwischen entlassenen Lehrer mehr oder weniger geduldet hatte, wurde am 1. Mai 1834 das vormalige Lyzeum als Real-Lehranstalt erneut unter Leitung von Johannes Schué eröffnet, jedoch unter specielle Aufsicht des Regierungsassessors (und späteren Trierer Regierungspräsidenten) Wilhelm Sebaldt gestellt; dieser war auch für den Lehrplan zuständig. Dass die Lehranstalt im ehemaligen St. Wendeler Gefängnis untergebracht war, in dem die meisten Lehrer nur wenige Jahre zuvor in Haft gesessen hatten, war eine bittere Ironie der Geschichte. Versuche, den Stundenplan der Schule um naturwissenschaftliche und altsprachliche Fächer zu bereichern, lehnte die jetzt preußische Regierung zunächst ab.
Erst über zwei Jahrzehnte später, am 9. Oktober 1855, konnte ein Progymnasium eröffnet werden, seine förmliche Anerkennung als solches erhielt es durch ministerielles Reskript am 18. Januar 1856 – unter Ausschluss der Kosten zu Utensilien, Feuerung, Beleuchtung und Bauten, welche unmittelbar aus der Stadtcasse bestritten werden.

Stempelabdruck KOEN(niglich) PR(eußisches) PROGYMNASIUM S^{T} WENDEL (nach 1855)

Am 18. Oktober 1874, zum 50-jährigen Jubiläum, erhielt die Schule die Erlaubnis, sich nach dem damaligen preußischen Kronprinzen Friedrich Wilhelm, dem späteren 99-Tage-Kaiser Friedrich III., „Kronprinz Friedrich Wilhelms-Progymnasium“ zu nennen. Drei Jahre danach konnte das seit Langem geplante neue Gebäude in der Gymnasialstraße bezogen werden.

### Neubau an der Schorlemerstraße
Mit der Zunahme der Schülerzahl musste Anfang des 20. Jahrhunderts erneut ein Neubau ins Auge gefasst werden. Allerdings bereitete der Ausbruch des Ersten Weltkrieges den Planungen ein abruptes Ende. 1924, als die Schule bereits 800 Schüler umfasste und ein Großteil von ihnen „außer Haus“ unterrichtet werden musste, gab die Regierung schließlich den Anstoß für einen Neubau in der Schorlemerstraße. Am 18. November 1926 fand die Grundsteinlegung für das heutige Schulgebäude statt und zwei Jahre später, am 17. September 1928, konnte es eröffnet werden.

### Das Gymnasium während des Nationalsozialismus
Die Schulführung stand der auch in das Saargebiet getragenen nationalsozialistischen Stimmung eher skeptisch gegenüber und verbot 1932 jede politische Betätigung sowie das Tragen von Uniformen und Abzeichen in der Schule. Zwar war man auch hier aufgefordert, die nationalsozialistische Schulpolitik umzusetzen, allerdings häufte sich schon bald interner Widerstand. Kurz nach Kriegsbeginn musste das Gebäude komplett der Wehrmacht zur Verfügung gestellt werden, sodass kein Unterricht mehr stattfinden konnte.

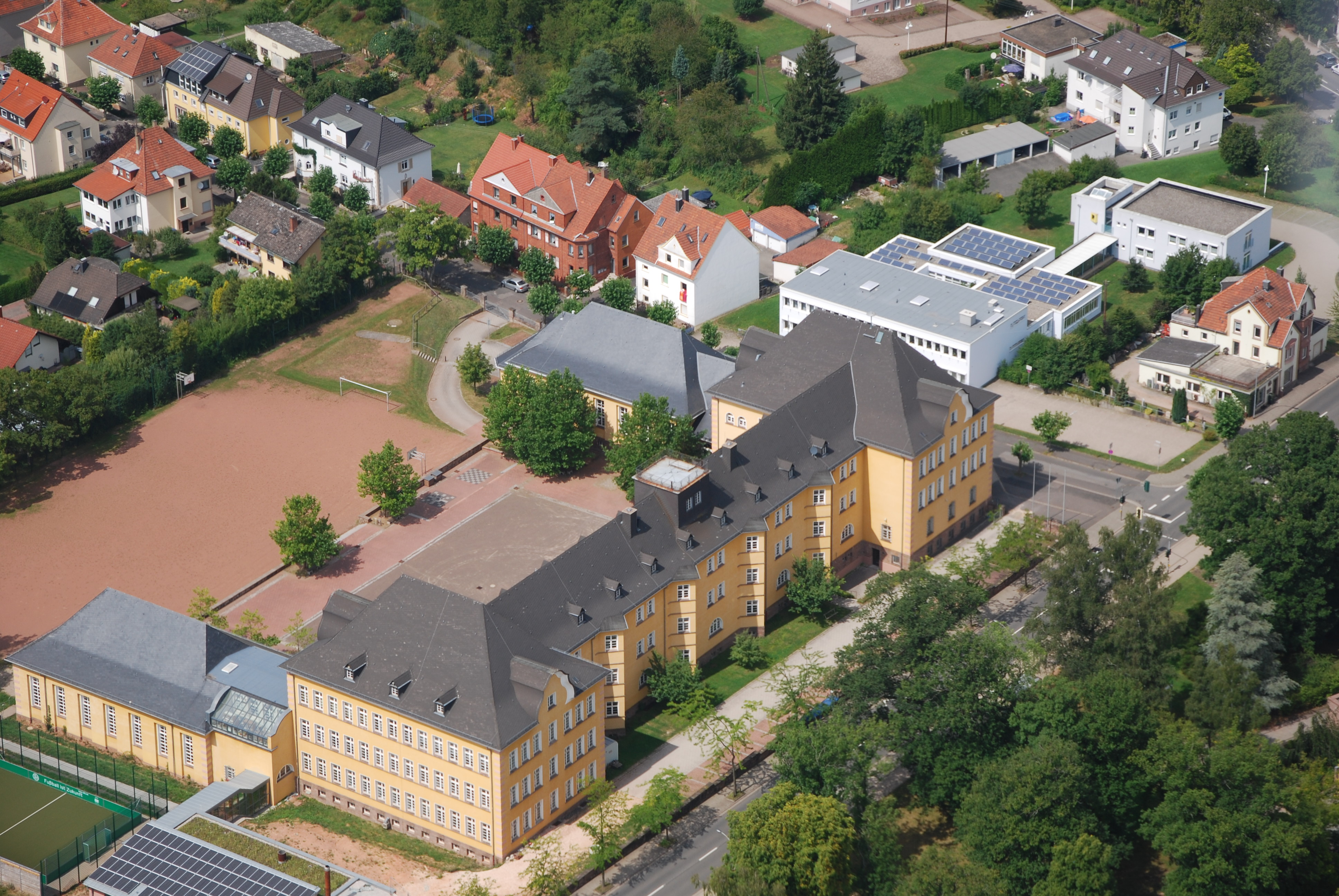
Gymnasium Wendalinum von Osten mit DFB-Minispielfeld

Als Ausweichmöglichkeit diente die Hans-Schemm-Schule (seit 1946: Nikolaus-Obertreis-Schule), in der ab dem 25. Oktober 1939 wieder Unterricht stattfand, der jedoch stark reduziert und wegen der Kriegsverhältnisse nur sehr eingeschränkt durchführbar war. 1943 wurden viele Schüler als Luftwaffenhelfer eingezogen. Die Klassen 6, 7 und 8 mussten daraufhin zusammengelegt werden, damit die freigewordenen Lehrer den Flakhelfern Unterricht erteilen konnten. Nachdem zwei Schüler bei einem Luftangriff in der Nähe von Walhausen ums Leben gekommen waren, wurde der Unterricht ganz eingestellt.
Die erste Unterrichtsstunde nach dem Ende des Krieges wurde am 1. Oktober 1945 gehalten. In der Rede begrüßte Direktor Peter Schindler die neue Situation.

„Wir dürfen wieder gut sein. Wir dürfen wieder Gutes tun. Wir sind frei im Geist.“

### Nachkriegszeit

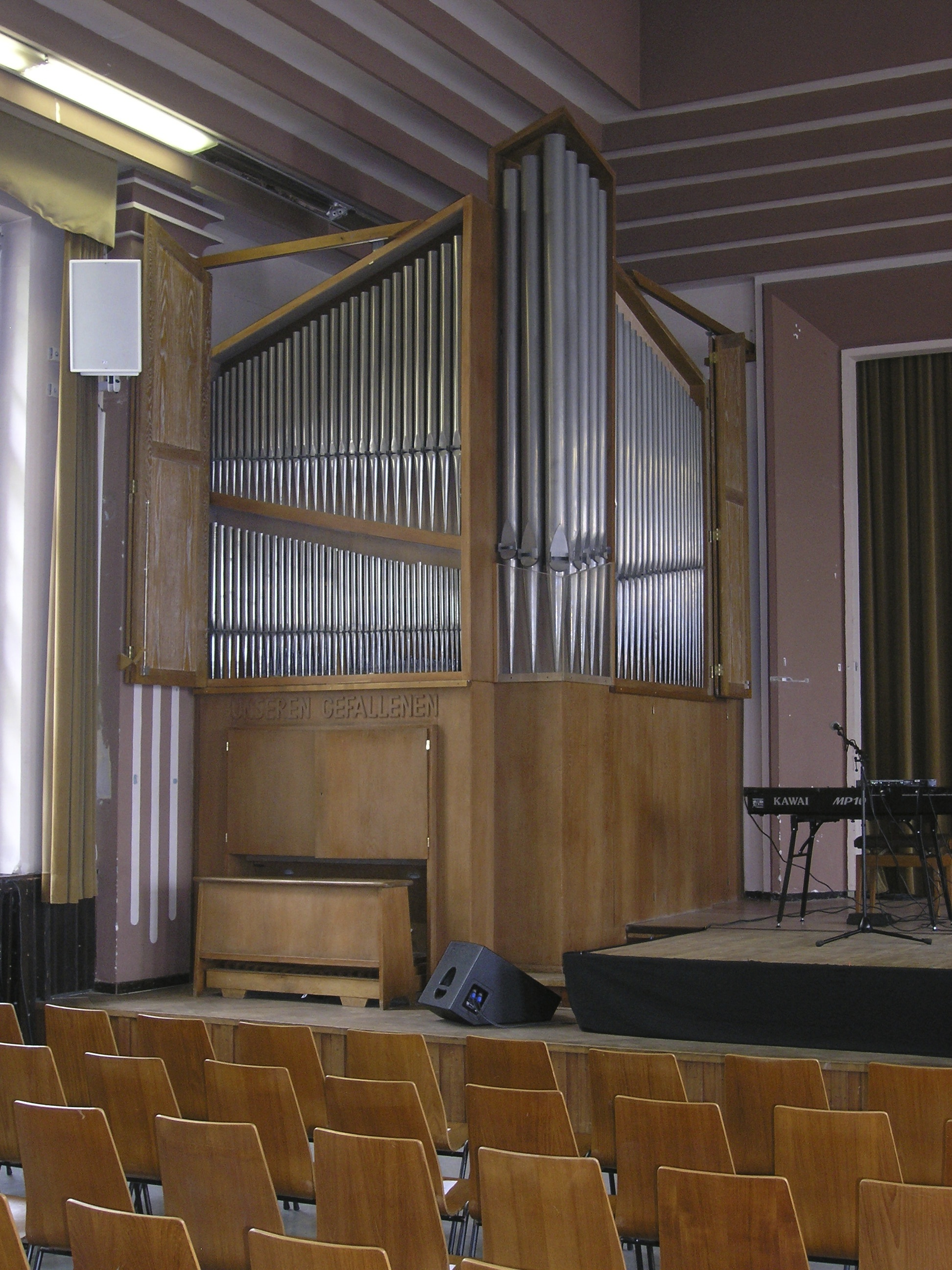
Orgel des Wendalinum

Die Oberstufe hatte im ersten Jahr nach dem Krieg Nachmittagsunterricht in der Oberschule für Mädchen, die Mittel- und Unterstufe vormittags in der Cäcilienschule. Nachdem Anfang 1946 die französische Militärregierung das Schulgebäude geräumt hatte, das zuletzt als Lazarett diente, konnte der Unterricht wieder in der Schorlemerstraße stattfinden. 1960 wurde auf Initiative des Musiklehrers Frantz eine Walcker-Orgel in der Aula aufgestellt, die an die gefallenen Lehrer und Schüler der beiden Weltkriege erinnern soll. Seit dem Schuljahr 1969/70 wird am Wendalinum statt Latein Französisch als erste Fremdsprache unterrichtet. 1974 erhielt die Schule unter erheblichem finanziellen Aufwand ihre ursprüngliche gelbe Farbe wieder, nachdem sie vorher 15 Jahre lang grau-weiß gestrichen war.
Seit jeher besteht am Gymnasium Wendalinum eine Kooperation mit dem nur wenige hundert Meter entfernten Cusanus-Gymnasium. Besonders für die Oberstufe wird ein gemeinsamer Stundenplan erstellt, sodass Schüler auch in Kursen an der Partnerschule unterrichtet werden. Zwischenzeitlich bestanden auch Kooperationen mit der Gesamtschule Marpingen (1996) und der Gesamtschule Türkismühle (1998).

## Gebäude
Das Gebäude des Wendalinum ist in neubarockem Stil gehalten, allerdings mit deutlichen Einflüssen des Expressionismus und des Neuen Bauens. Die Schule findet sich auf einem der höchsten Punkte der Stadt und ist so, ähnlich wie das Arnold-Janssen-Gymnasium, weithin sichtbar. Hinzu kommt, dass die leuchtend orange-gelbe Fassade sie zu einem markanten Orientierungspunkt macht.

### Baugeschichte
Gewinner des von der Abteilung für Kultus- und Schulwesen der Regierungskommission des Saargebietes am 10. September 1924 ausgeschriebenen Architektenwettbewerbs zum Bau des Gymnasiums war Hans Zingeler aus Köln. Von außen größtenteils neubarock gestaltet, wurde innen jedoch durchgängig nach Anforderungen der damaligen Reformpädagogik gebaut. Innen wandte man unter der Leitung von Fritz Grewenig, zu dieser Zeit Professor für Dekorative Malerei an der Kunstschule Saarbrücken, im ganzen Gebäude eine extrem bunte und progressive, ornamentale Wand- und Deckenverzierung an. Diese völlig neue Gestaltung eines Schulgebäudes machte das Wendalinum zu einer Art Vorzeigeschule der Regierungskommission, weshalb im Vestibül die in silbernen Lettern angefertigte Inschrift „Errichtet von der Regierungskommission des Saargebietes“ zu finden war. Sobald die Schule 1935 in die Verantwortung der Nationalsozialisten kam, wurden ausnahmslos alle künstlerischen Elemente übertüncht oder abgeschlagen. Das einzige Belassene waren die Heizkörpergitter im Eingangsbereich und die Stuckverzierungen der Decke in den Lehrerzimmern.
Die ursprüngliche Dekoration blieb bis Mitte des ersten Jahrzehnts des 21. Jahrhunderts vergessen. Seitdem bemüht man sich um eine sukzessive Wiederherstellung des Originalzustandes. Im Zuge der seit 2011 stattfindenden Renovierungsarbeiten wurde in den Sommerferien 2012 das Vestibül in einer dem Original ähnlichen Farbgebung erneuert und im Vorraum der Aula die überstrichene Farbgestaltung restauriert. Auch die Aula selbst soll in den nächsten Jahren restauriert werden.

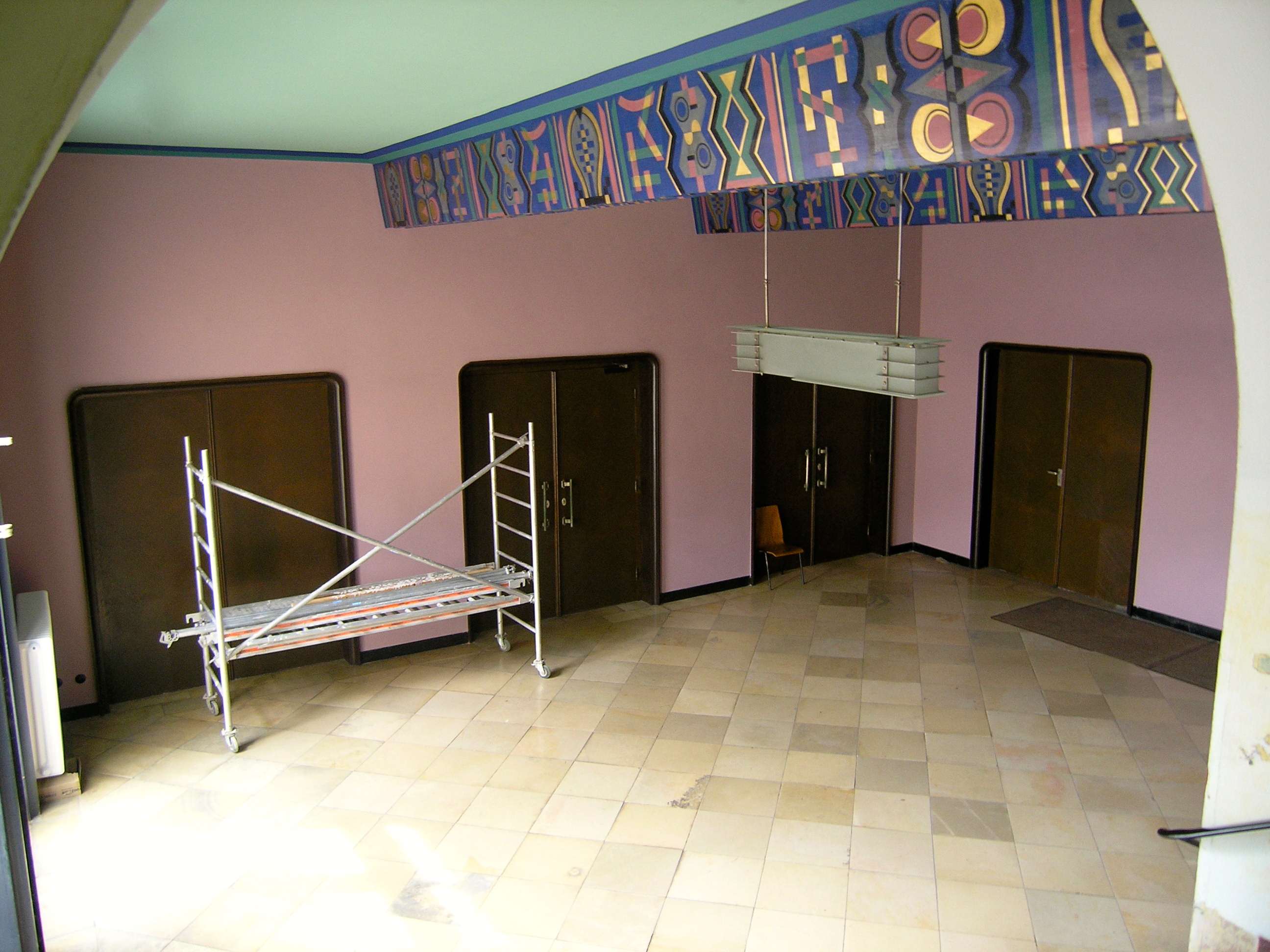
Renovierter Vorraum der Aula

„Ein kleiner, bescheidener Wunsch der Schule wäre zum Beispiel die Renovierung dieser wunderbaren Aula, die noch schöner sein könnte, wenn wir sie, ähnlich wie den Aulavorraum und das Vestibül, den Vorlagen folgend und den modernen Bedürfnissen gerecht werdend, zu einem bunten Präsentations- und Turnraum umbauen könnten.“

2013 wurden die ehemaligen Umkleiden in Oberstufen- und Informatikräume umgewandelt und neben dem DFB-Minispielfeld ein neues Umkleidegebäude errichtet.
Seit dem Schuljahr 2019/2020 wird zusätzlich noch in Pavillons auf dem Schulhof unterrichtet, da die Schule durch die wachsende Anzahl von Schülern immer wieder mit dem Problem von Raumengpässen konfrontiert war. Ein weiteres Schulgebäude ist momentan in der Bauphase (Stand 2020).

## Pädagogisches Profil

### Sprachenfolge und Zweige
Mit Eintritt in die Klassenstufe 5 können die Schüler am Gymnasium Wendalinum ab dem Schuljahr 2016/17 – als Folge der Einstellung des Betriebs des Arnold-Janssen-Gymnasiums – zwischen Französisch und Latein als Eingangssprache wählen. Je nachdem, welche der beiden Sprachen gewählt wird, ergeben sich bestimmte Sprachenfolgen und Wahloptionen.
Entscheidet sich ein Schüler beim Übergang auf das Gymnasium Wendalinum für die französische Sprache als Eingangssprache, kommt ab der sechsten Klasse Englischunterricht hinzu. Vor der achten Klasse besteht die Möglichkeit, einen naturwissenschaftlichen, neusprachlichen oder altsprachlichen Zweig zu wählen. Der naturwissenschaftliche Zweig sieht in den Klassenstufen 8 und 9 keine weiteren Sprachen vor, jedoch wird neben der verstärkten Stundenzahl in Chemie und Biologie das Fach Physik als Hauptfach unterrichtet. Bei der Wahl der neusprachlichen Variante, auch „Euro-Zweig“ genannt, kommt Italienisch hinzu, beim altsprachlichen Zweig wird Latein als Hauptfach unterrichtet.
Entscheidet sich ein Schüler beim Übergang auf das Gymnasium Wendalinum für die lateinische Sprache, kommt ab der sechsten Klasse Englischunterricht und ab der achten Klasse Französischunterricht hinzu. Diese Fremdsprachenfolge bietet bis zur Vollendigung des neunten Schuljahres keine Wahlmöglichkeiten.
Ab Klassenstufe 10 besteht für Schüler beider Sprachenfolgen die Möglichkeit, eine weitere Fremdsprache zu erlernen und damit – je nach Kombination – eine zuvor belegte Fremdsprache zu ersetzen. So kann zum Beispiel ein Schüler mit der Sprachenfolge Fr – En – La nach der neunten Klasse Latein abwählen und stattdessen neu mit Spanisch anfangen oder in den bestehenden Italienischunterricht einsteigen. Ein Schüler des mathematischen Zweiges muss jedoch in Ermangelung einer abwählbaren Sprache diese freiwilligen Zusatzfächer, wenn möglich, zu seinem naturwissenschaftlichen Stundenplan hinzufügen.
Im Kurssystem der Gymnasialen Oberstufe Saar (Klassenstufe 11/12) muss mindestens eine Fremdsprache als E-Kurs bzw. als G-Kurs belegt werden.

### Aktivitäten

#### Schüleraustausch und Partnerschulen
Das Gymnasium Wendalinum unterhält Schüleraustausch mit Schulen im lothringischen Dieuze (Collège Charles Hermite), Eugene (Oregon), Réunion (Collège St. Michel in St. Denis) und im Rahmen des Comenius-Programmes mit dem Balbriggan Community College, der Eurajoki Junior High School und dem ITC Colamonico Acquaviva.

#### Wettbewerbe
Bei Wettbewerben wie „Jugend forscht / Schüler experimentieren“, „Mathematik ohne Grenzen“, verschiedenen fächerspezifischen Bundeswettbewerben sowie Lesewettbewerben belegen Schüler des Wendalinum regelmäßig vordere Plätze und auch das Wendalinum selbst erhielt bereits Schulpreise in verschiedenen Disziplinen.

#### Arbeitsgemeinschaften
Am Gymnasium Wendalinum werden im Schuljahr 2017/18 folgende Arbeitsgemeinschaften angeboten:
- Schüler experimentieren
- Jugend forscht
- Robotik
- Biologie-AG
- Orchester
- Blockflöten-Ensemble
- Instrumental AG (Orff)
- Bildende Kunst
- Theater
- Jugend debattiert
- Fußball
- Golf
- Volleyball
- Jiu Jutsu
- Video-AG
- Medienscouts
- Talentfördergruppe
- Schulsanitätsdienst
- Streitschlichter
- Schülerzeitung „GymBlatt“

Die Theater-AG des Gymnasiums Wendalinum ist regional als professionelle Jugendtheatergruppe bekannt und spielt auch außerschulische Vorstellungen.

## Persönlichkeiten

### Schulleiter
- Johannes Schué (1824–1854)
- Johannes Busch (1855–1889)
- Franz Koch (1890–1901)
- Josef Baar (1901–1904)
- Paul Fischer (1904–1907)
- Peter Hau (1907–1912)
- Hermann Freericks (1912–1915)
- Josef Baar (1915–1919)[12]
- Theobald Edelbluth (1920–1929)
- Franz Arens (1930–1945)
- Peter Schindler (1945–1952)
- Karl Palz (1952–1957)
- Eduard Scholl (1957–1958, kommissarisch)
- Peter Gärtner (1958–1968)
- Horst Hubig (1968–1980)
- Emil Dimmer (1981, kommissarisch)
- Walter Burnikel (1982–1997)[13]
- Wolfgang Pfaff (1997–2002)
- Willi Schaum (2002–2003, kommissarisch)
- Heribert Ohlmann (2003–2018)
- Alexander Besch (seit 2018)

### Lehrer
- Franz-Josef Röder (1937)[14]
- Alfons Klein, Latein und Griechisch (1962–1971)

### Schüler
- Jakob Gomm, katholischer Pfarrer und Dechant (ca. 1837)[15]
- Nicola Marschall, Maler (ca. 1840)[16]
- Felix Coblenz, Pädagoge und Rabbiner (bis 1878)
- Leo Gottesleben, Bundestagsabgeordneter (ca. 1921 bis 1930)
- Fritz Leist, katholischer Religionsphilosoph und Psychotherapeut (1924–1933)[17]
- Peter Steinmetz, Professor für Klassische Philologie (Abitur 1947)
- Fritz Berl, Holocaust-Flüchtling und Mitgründer der Egged (1934–1939)[18][19]
- Alexandra Kertz-Welzel, Musikwissenschaftlerin (1981–1990)
- Johannes Kühn, Schriftsteller (1953 als Abiturient)[3]
- Friedrich Langensiepen, Theologe (bis 1916)
- Karl Waltzinger, Präsident des Rechnungshofs des Saarlandes (bis 1928)
- Jakob Feller, Mitglied des Saarländischen Landtages und Bürgermeister der Stadt St. Wendel (bis 1937).
- Otwin Massing, Politikwissenschaftler (1946–1955)
- Ernst Schneider, Unternehmensberater (1955–1962)
- Gerd Dudenhöffer, Kabarettist (1961–1966)[3]
- Thomas Bruch, ehemaliger Geschäftsführer der Globus-Gruppe
- Matthias Maurer, Astronaut (1986–1989)[20]
- Ralph Schock, Schriftsteller (ca. 1962–1971)
- Jennifer Haben, Musikerin (2006–2013)
- Kathrin Sicks, Sängerin (2007–2014)
- Lukas Gerber, Theaterregisseur (2009–2017)[21]